# Amuzgo
L'amuzgo és una llengua otomang parlada a la regió de Costa Chica als estats mexicans de Guerrero i Oaxaca. El nom amuzgo és un exònim d'origen nàhuatl derivat d'amox-co [amuʃko] 'en (el lloc de la) molsa'.
L'amuzgo és una llengua tonal, com tota la resta de llengües otomangs. D'acord amb el cens mexicà de 2005, compta amb 49 mil parlants que parlen diversos dialectes. Un percentatge significatiu dels amuzgos són monolingües en amuzgo, mentre que la resta són bilingües en castellà i amuzgo.

## Varietats
L'Instituto Nacional de las Lenguas Indígenas (INALI) distingeix quatre variants d'amuzgo: 
- (i) Amuzgo septentrional (amuzgo del nord, Amuzgo de Guerrero o de Xochixtlahuaca, codi ISO 639-3 amu);
- (ii) Amuzgo meridional (amuzgo del sud, a vegades classificat como un subdialecte de l'Amuzgo de Guerrero, sense codi ISO assignat);
- (iii) Alto Amuzgo Oriental (Amuzgo Alto del Este, també Amuzgo d'Oaxaca o Amuzgo de San Pedro Amuzgos. Codi ISO 639-3 azg);
- (iv) Bajo Amuzgo oriental (amuzgo bajo del este, també Amuzgo d'Ipalapa, codi ISO 639-3 azm).

L'alt amuzgo oriental està representat per tres diccionaris recents i l'amuzgo septentrional s'usa àmpliament en la comunicació escrita encara que no s'ha publicat encara cap diccionari. El baix amuzgo oriental i l'amuzgo meridional (parlat en Huixtepec (Ometepec)) no estan ben documentat encara que s'està realitzant algun tipus de treball sobre ells.

## Descripció lingüística
Encara que se suposa àmpliament que les llengües mixteques poden ser el grup de llengües més proper a l'amuzgo, dins del grup otomang s'ha descartat la idea que l'amuzgo en si mateix pogués derivar del proto-mixteca.

### Fonologia
A continuació es presenta una anàlisi fonèmica de la varietat de San Pedro Amuzgos (Smith & Tapia, 2002), que es complementa amb dades procedents d'altres varietats (Bauernschmidt, 1965). Smith i Tapia presenten el següent quadre de consonants:
|            | Bilabial | Lamino- dental | Lamino- dental | Apico- alveolar | Apico- alveolar | Alveo-/ Palatal | Velar | Velar | Glotal |
| ---------- | -------- | -------------- | -------------- | --------------- | --------------- | --------------- | ----- | ----- | ------ |
| Nasal      | m        | n              | n              |                 |                 | ɲ               |       |       |        |
| oclusiva   |          | t              | d              | tʲ              | dʲ              |                 | k     | g     | ʔ      |
| africada   |          | ts             | ts             |                 |                 | tʃ              |       |       |        |
| fricativa  |          | s              | s              |                 |                 | ʃ               |       |       | h      |
| Aproximant |          |                |                |                 |                 | j               | w     | w     |        |

Bauernschmidt afegeix dues oclusives labials i considera, en lloc d'oclusives sonores /b, d, dʲ, g/, oclusives prenasalitzades /ⁿp, ⁿt, ⁿtʲ, ⁿk/ i endemés afegeix líquides / l, ɾ, r/, una nasal extra i una labiovelar /kʷ/. Per altra banda analitza /ɲ/ com a /nʲ/.
Quant a les vocals l'anàlisi de Bauernschmidt i el de Smith & Tàpia coincideixen. Hi hauria set timbres vocàlics, que comptant amb la nasalització donarien lloc a dotze vocals segmentals: 
|             | anterior | anterior | central | central | posterior | posterior |
| oral        | nasal    | oral     | nasal   | oral    | nasal     |           |
| ----------- | -------- | -------- | ------- | ------- | --------- | --------- |
| Tancada     | i        |          |         |         | u         |           |
| Semitancada | e        | ẽ        |         |         | o         | õ         |
| Semioberta  | ɛ        | ɛ̃        |         |         | ɔ         | ɔ̃         |
| Oberta      |          |          | ɑ       | ɑ̃       |           |           |

Quant al to, algunes variants posseeixen fins a vuit tons.

### Gramàtica
L'amuzgo ha estat analitzat com una llengua amb un alineament morfosintàctic de tipus actiu-inactiu, on l'ús de pronoms i el tractament de subjecte d'una oració intransitiva depèn del significat d'aquest verb.
L'amuzgo a més és una llengua fusionant on predomina la composició com a mitjà de formació de paraules i generador de paradigmes gramaticals, per sobre de la derivació o la flexió. Quant a l'ordre bàsic predominant, l'amuzgo usa l'ordre VSO.
El nom sol incloure un prefix que indica el nombre gramatical, una arrel i un sufix que indica el posseïdor (quan aquest existeix). Els pronoms varien segons la persona i el nombre, i a més segons el gènere i la distinció actiu-inactiu.
Els verbs conjugats solen tenir un prefix que indica tant el temps, el mode com l'aspecte, una arrel verbal i a continuació marques de persona.

## Ús en els mitjans
Existeix producció radiofònica duta a terme per la CDI a través de l'estació de ràdio XEJAM, situada a Santiago Jamiltepec, Oaxaca.